# 倫欣峰
46°24′38″N 9°40′13″E / 46.41056°N 9.67028°E

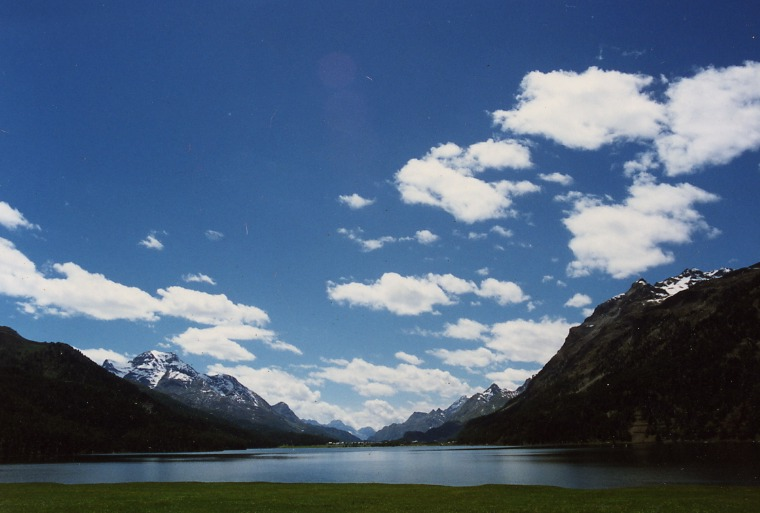

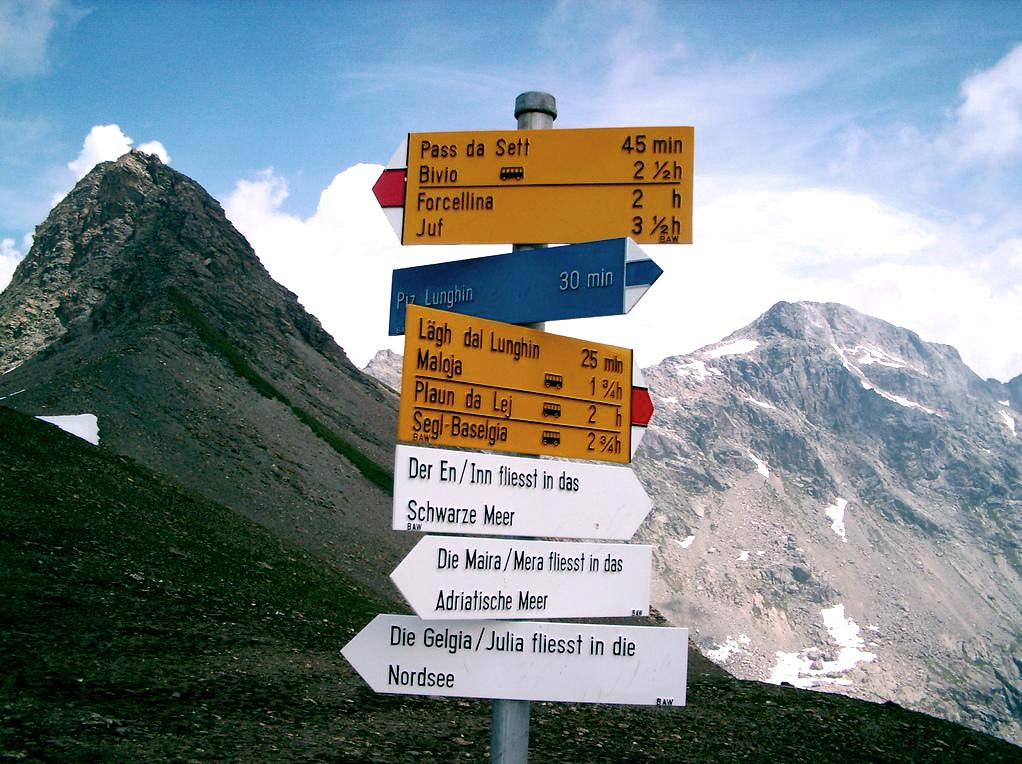

倫欣峰（Piz Lunghin）是瑞士格勞賓登州的一座山峰，位於該國東南部，屬於阿爾布拉山脈的一部分，海拔高度2,780米，每年平均降雨量1,693毫米。倫欣峰位于马洛亚村以西。它的名称可能来自于一个意大利姓氏。从倫欣峰顶可以俯瞰上恩加丁谷和梅拉河的河谷，风景优美，因此不论夏季还是冬季都有很多人登上峰顶。

## 位置和周边
倫欣峰属于阿爾布拉山脈。它完全位于布雷加利亞境内。封顶东北是上恩加丁，南部是柏格尔山谷。莫拉扎位于东南。西南是莫拉兹谷，西北是从比維奧通往塞普蒂默山口的特加夫瑞特加谷。塞普蒂默山口曾经是穿越阿尔卑斯山脉最重要的山口之一。
峰顶的北边是伦欣湖（海拔2485米），西北是伦欣山口（海拔2644米）。

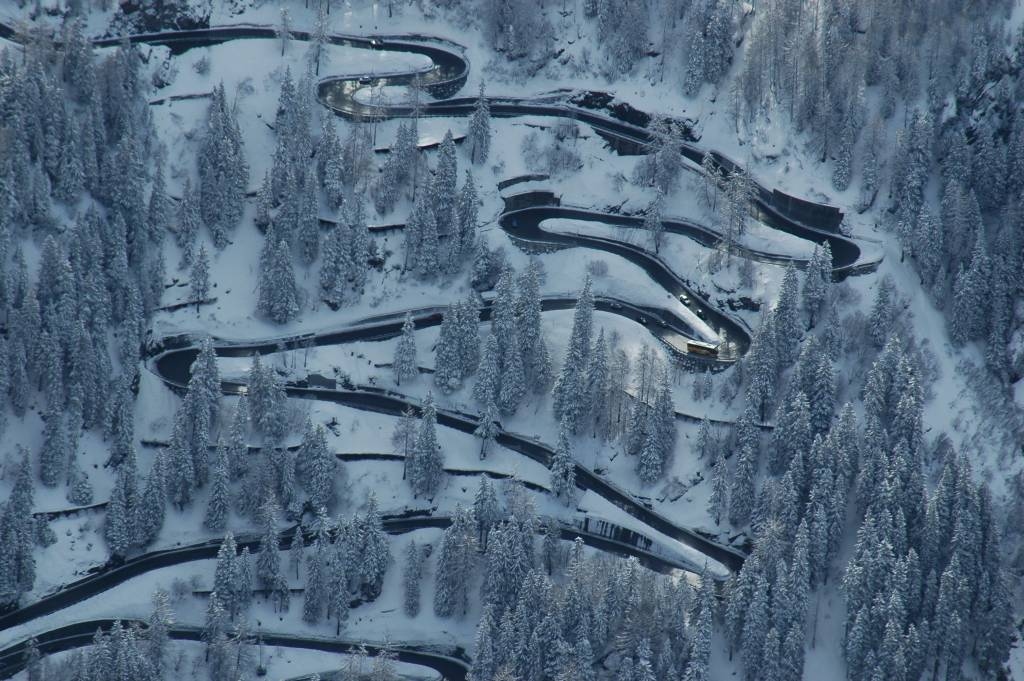
从倫欣峰看马洛亚山口最著名的段落

从倫欣峰的峰顶向东北方可以俯瞰上恩加丁山谷里西爾斯湖、席爾瓦普拉納湖等湖泊。从峰顶也可以很好地看马洛亚山口，尤其马洛亚村以南最著名的那段髮夾彎。
周边的山峰包括北边的格雷瓦薩瓦斯峰（海拔2931米）。
从倫欣峰上能够看到的最远的地方位于西南方向274千米以外意大利皮埃蒙特大区境内靠近法国边境的地方。
攀登倫欣峰最常用的出发点是马洛亚、卡萨西雅和比維奧。

## 分水岭

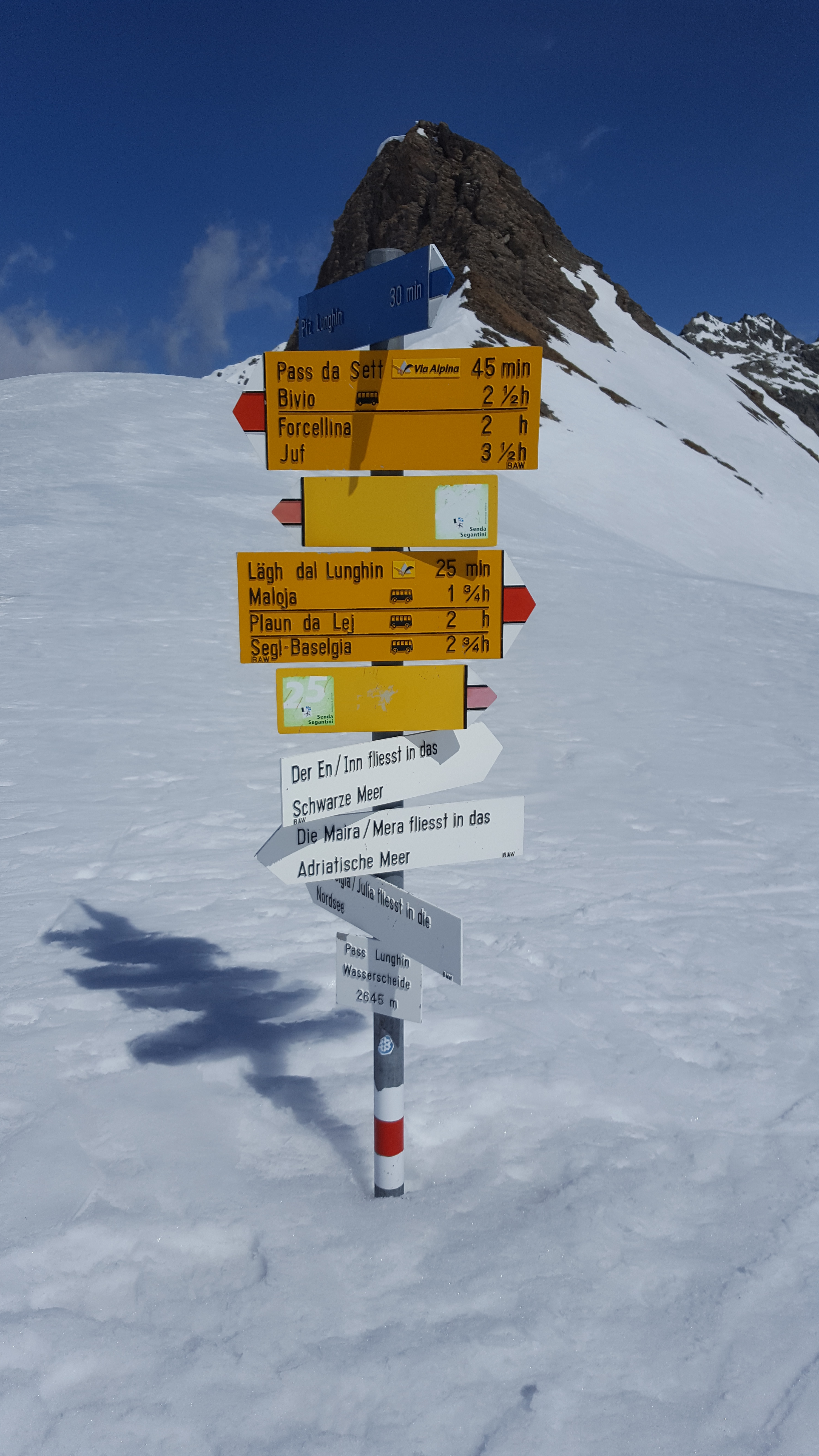
伦欣山口上的指路牌

海拔2644米的伦欣山口位于倫欣峰峰顶西北，它是中欧和西欧最重要的分水岭。从这里流出的水分别流向三座环绕欧洲的大海：向被流的水通过尤利亞河和莱茵河注入北海和大西洋，向南流出的水通过梅拉河和波河注入地中海，向东流出的水通过因河和多瑙河注入黑海。

## 登顶路线

### 夏季路线

#### 伦欣湖路线
- 出发点：马洛亚（海拔1809米）
- 通过：伦欣胡（海拔2485米）、伦欣山口（2644米）
- 难度：T3。从出发点到伦欣山口是白红白标记的步行路，此后为白蓝白标志的高山路
- 时间：3小时
- 其它路线：从Plaun da Lej（海拔1798米）通过格雷瓦薩瓦斯（海拔1940米）也可以到达伦欣湖（多0.5小时）

#### 通过莫拉兹谷
- 出发点：卡萨西雅（海拔1458米）
- 通过：莫拉兹谷，塞普蒂默山口（海拔2310米），伦欣山口（海拔2644米）
- 难度：到伦欣山口是白红白标志的步行路，此后是白蓝白标志的高山路
- 时间：5小时

#### 通过东南山脊
- 出发点：卡萨西雅（海拔1458米）
- 通过：Sur Cresta，Bosch da Preda Blanca，Pass da lan Traversa（海拔2367米），然后通过山脊（也可从东边绕过山脊）登顶
- 难度：高难到极难
- 时间：4小时
- 注释：陡峭，费力

#### 从比維奧
- 出发点：比維奧（海拔1769米）
- 通过：格雷瓦薩瓦斯，塞普蒂默山口（海拔2310米），伦欣山口（海拔2644米）
- 难度：到伦欣山口为白红白的步行路，此后为白蓝白的高山路
- 时间：4小时

### 冬季路线

#### 从比維奧
- 出发点：比維奧（海拔1769米）
- 通过：Cadval、P. 2133、P. 2306、伦欣山口（海拔2644米）
- 朝向：西北、北
- 难度：不难
- 时间：4小时
- 其它路线：从比維奧乘滑雪纜車到P2562，然后从那里向下滑到格雷瓦薩瓦斯P2167，然后去往伦欣山口（从P2562约2.5小时）

#### 从马洛亚
- 出发点：马洛亚（海拔1809米）
- 通过：Plan di Zoch（海拔1945米）、伦欣湖（海拔2485米）
- 朝向：东南，北
- 难度：不难
- 时间：3小时
- 其它路线：从Plaun da Lej（海拔1798米）通过格雷瓦薩瓦斯（海拔1940米）也可以到达伦欣湖（多0.5小时）

## 图像

从伦欣山谷看伦欣峰
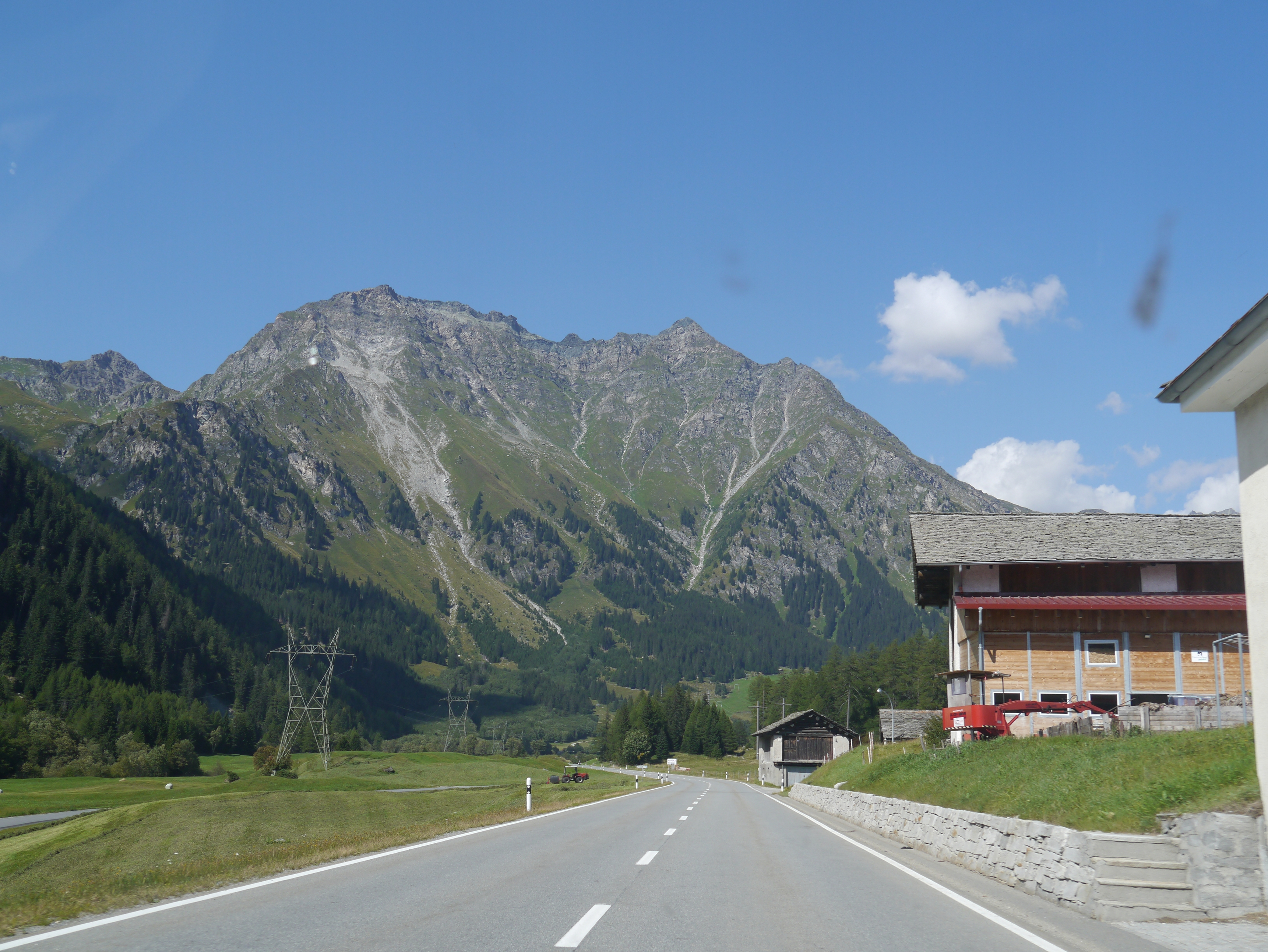
从南边眺望伦欣峰（右）和萨斯克峰
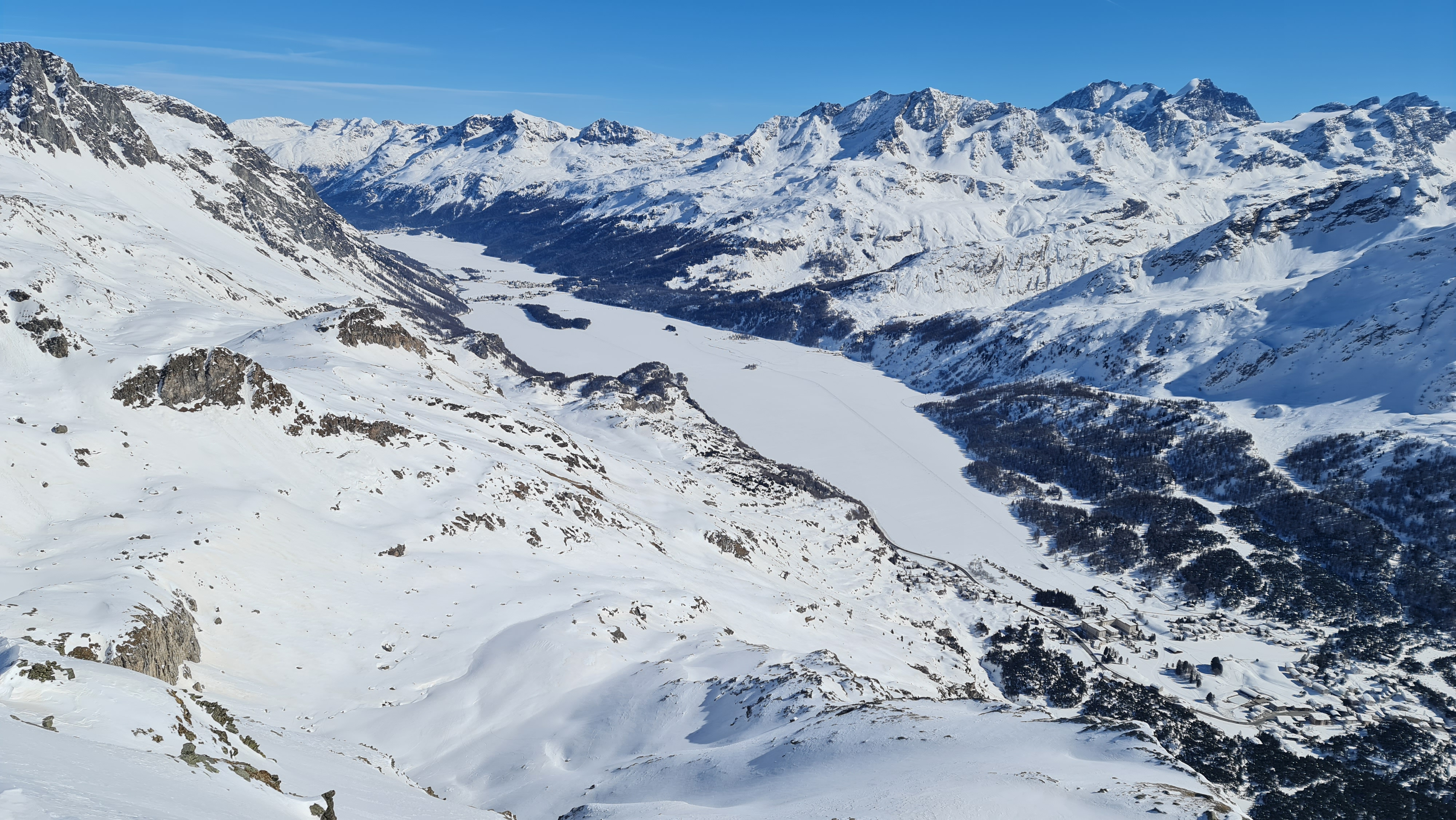
从伦欣峰看恩加丁以及西爾斯湖和席爾瓦普拉納湖
从右向左：伦欣峰、萨斯克峰、波彩利纳峰、圖爾巴峰、梅得峰、杜安峰，下方是马洛亚村和西爾斯湖的上部
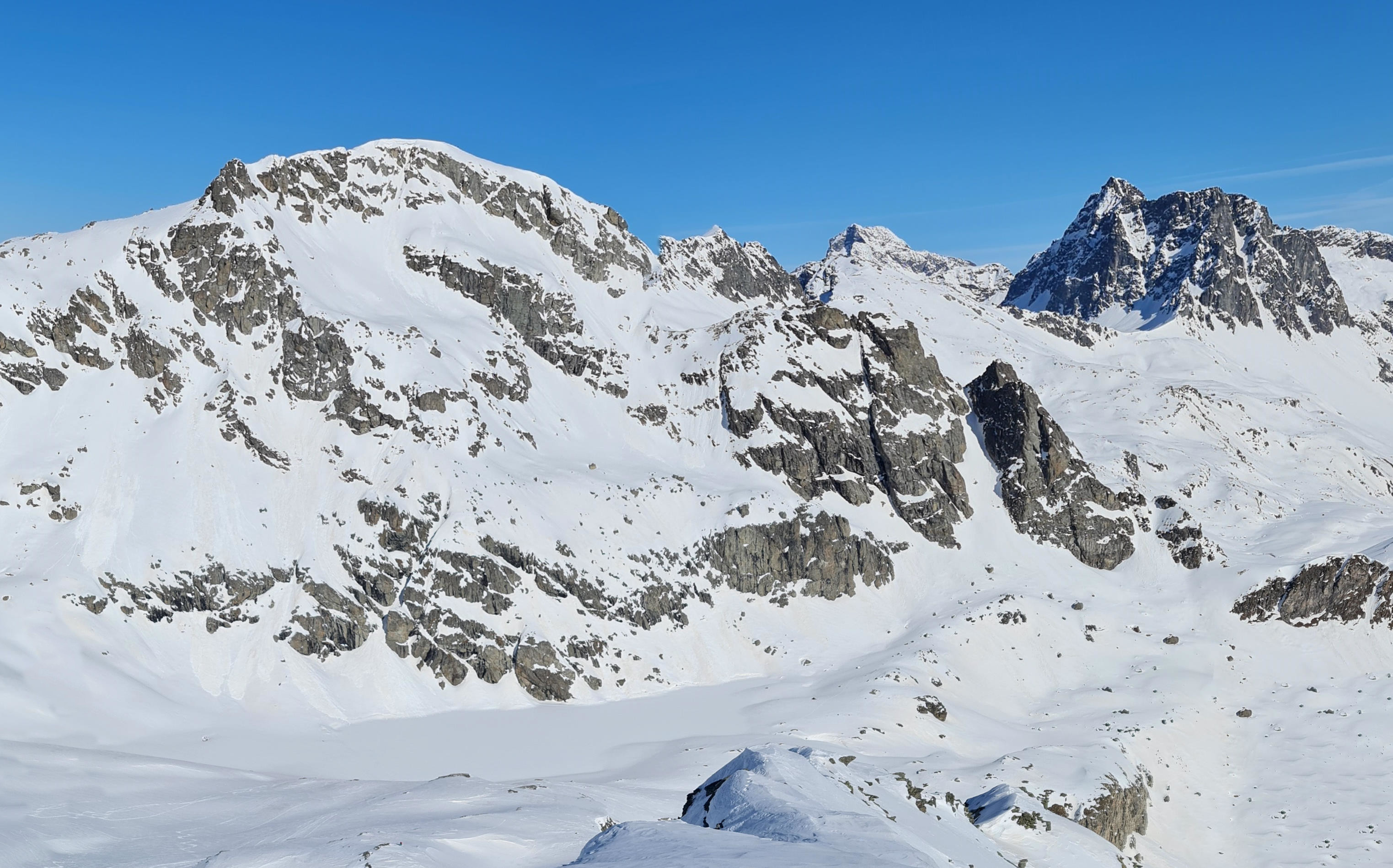
从伦欣湖向北望伦欣峰